# Schlacht von Chesterfield
Die Schlacht von Chesterfield war eine kleinere Schlacht in der Endphase des Zweiten Kriegs der Barone in England. Sie fand am 15. Mai 1266 zwischen einer Gruppe der Enterbten, den verbliebenen Anhängern von Simon de Montfort, und einer königlichen Streitmacht statt.
Durch die entscheidende Niederlage in der Schlacht von Evesham hatte die Reformpartei um Simon de Montfort bereits im August 1265 die Auseinandersetzung mit dem König verloren. Simon de Montfort, der Führer der Reformpartei, war in der Schlacht gefallen. Die brutale Repression gegen seine Anhänger durch König Heinrich III. trieb jedoch die verbliebenen Anhänger der Reformpartei dazu, ihren Kampf verzweifelt fortzusetzen. In weiten Teilen Südenglands bildeten die oft von ihren Besitzungen vertriebenen Anhänger Montforts, die sogenannten Enterbten, Banden, die von Raub und Plünderung lebten.
Am 15. Mai 1266 führte Henry of Almain, ein Neffe des Königs, eine königliche Streitmacht gegen eine Gruppe der Enterbten in Chesterfield. Die Angreifer verwendeten Planwagen als Deckung für ihren Angriff auf die Stadt, die von den Enterbten verteidigt wurde. Der Kampf tobte in den Gassen der Stadt, eine Rebellengruppe aus Brampton verschanzte sich auf dem ummauerten Kirchhof. Der erbitterte Kampf wurde bis nach Einbruch der Dunkelheit fortgeführt und endete mit einem Sieg der königlichen Truppen. Der Anführer der Enterbten, Robert de Ferrers, geriet in Gefangenschaft. Die überlebenden Enterbten, darunter Baldwin Wake, Lord of Bourne, schlossen sich den verbliebenen Rebellen in der Isle of Ely an.
Die Sieger bestraften die Unterlegenen entsprechend dem Grad ihres Widerstandes gegen den König. Sie mussten, wollten sie ihr Land zurückerhalten, fünf Mal den Gegenwert ihres Landes aufbringen, wenn sie besonders heftig Widerstand geleistet hatten. Ausdrücklich genannt wurden dabei die Teilnehmer der Chesterfieldschlacht („qui fuerunt apud Chrestrfeud in bello“).